# Dépyrogénation
 (avril 2021).
La dépyrogénation (ou dépyrogénisation) fait référence à l'élimination des pyrogènes de la solution, le plus souvent des produits pharmaceutiques injectables. 
Un pyrogène est défini comme toute substance pouvant provoquer de la fièvre.  Les pyrogènes bactériens comprennent les endotoxines et les exotoxines, bien que de nombreux pyrogènes soient endogènes pour l'hôte. Les endotoxines comprennent les molécules de lipopolysaccharide (LPS) présentes dans la paroi cellulaire des bactéries à Gram négatif et sont libérées lors de la lyse des cellules bactériennes.  Les endotoxines peuvent devenir pyrogènes lorsqu'elles sont libérées dans la circulation sanguine ou dans d'autres tissus où elles ne sont généralement pas retrouvées. Bien que le colon contienne en abondance des bactéries à Gram négatif, elles ne provoquent pas d'effet pyrogène, car elles ne subissent pas de lyse grossière et le système immunitaire n'est pas exposé à l'endotoxine libre tant que la paroi colique est intacte. 
Lorsque le LPS est libéré lors de la lyse des cellules bactériennes, le composant lipide A est tout d'abord lié par la protéine de liaison au LPS (LBP por LPS-Binding Protein), puis transféré sur CD14 (CD14 libre dans le sérum ou lié à la surface cellulaire de macrophages ou de monocytes). Cela dépolymérise le LPS agrégé, car le récepteur Toll-like Receptor 4 (TLR4) du récepteur de LPS ne peut pas reconnaître le LPS lorsqu'il est agrégé. Le LPS monomère est ensuite transféré dans le MD-2 pré-complexé avec TLR4 sur les macrophages et les monocytes. Cela conduit à la libération de cytokines pro-inflammatoires et d'oxyde nitrique, ce qui peut éventuellement conduire à un choc septique en fonction de l'intensité de la réponse. Les cellules endothéliales vasculaires expriment également TLR4 et MD-2 et répondent donc directement au LPS, ainsi que via les cytokines et l'oxyde nitrique.  Les cellules épithéliales bronchiques et les cellules épithéliales de l'intestin grêle et du colon expriment également TLR4, mais comme elles n'expriment pas MD-2, elles s'appuient sur un LPS précomplexé avec MD-2 sérique afin d'assurer la signalisation du LPS.

## Niveau maximal acceptable d'endotoxines
Étant donné que le poids moléculaire des endotoxines peut varier considérablement (de 10 000 à 1 000 000 Da), les taux d'endotoxines sont mesurés en "unités d'endotoxines" (UE). Un UE est approximativement équivalente à 100 pg de lipopolysaccharide de E. coli, quantité présente dans environ 105 bactéries.  L’humain peut développer des symptômes lorsqu’il est exposé à une masse corporelle d’à peine 5 EU/kg.  Fièvre, hypotension artérielle, fréquence cardiaque accrue et faible débit urinaire font partie de ces symptômes. Même de petites doses d'endotoxines dans le sang sont souvent mortelles. 
La FDA a fixé les niveaux maximaux d’endotoxines admissibles suivants pour les médicaments distribués aux États-Unis: 
- Médicament (injectable par voie intrathécale) - 0,2 UE/kg de poids corporel
- Médicament (injectable, sauf voie intrathécale) - 5 EU/kg de poids corporel
- Eau stérile - 0,25-0,5 UE/ml (en fonction de l'utilisation prévue)

## Détection de pyrogène

### Test du lapin
La détection précoce d'endotoxines a été réalisée en injectant l'échantillon à des lapins et en observant la réponse de leur température corporelle. Les lapins ont une tolérance aux endotoxines similaire à celle des humains et constituaient donc un choix idéal.  Cependant, cette méthode était coûteuse, prenait beaucoup de temps et suscitait des protestations de la part des défenseurs des droits des animaux. Mais le principal inconvénient de ce test était peut-être son incapacité à quantifier le niveau d'endotoxine. 

### Test LAL
Actuellement, une méthode courante de détection des endotoxines est le test de Lysat d'Amébocyte Limule (LAL).  Ce test est basé sur l'observation du Dr Frederik Bang  selon laquelle le sang de limule forme des caillots lorsqu'il est exposé à des endotoxines. L'extrait d'amoebocytes contenant du sang de limule est mélangé à un échantillon suspecté de contamination par des endotoxines.Une réaction est observée si des endotoxines sont présentes.  La FDA a approuvé quatre variantes du test LAL: les dosages du caillot sur gel, turbidimétrique, colorimétrique et chromogénique. Les différences entre ces variations se rapportent aux caractéristiques de la réaction amoebocyte/endotoxine (par exemple, la formation d’un caillot sur gel produit un précipité et la couleur change)  Ce test est rapide (environ 30 minutes) et très sensible (sensibilité allant jusqu'à 0,001 UE/ml). Cependant, comme il ne détecte que les endotoxines LPS, certaines substances pyrogènes peuvent être omise. De plus, certaines conditions (conditions de pH sous-optimales ou concentration de cations inadaptée) peuvent conduire à de faux négatifs. Les glucanes des matrices de chromatographie en glucides peuvent également conduire à de faux positifs. 
Depuis 2003, un substitut synthétique du test LAL est disponible dans le commerce. Il est basé sur la protéine facteur C de coagulation de la Limule , produite par des cellules intestinales d’insecte génétiquement modifiées. L'adoption de ce test a été lente jusqu'à de qu'en 2016  la Pharmacopée européenne  le présente comme un test de toxine bactérienne approuvé. 

### Test d'activation des monocytes
Le test d'activation des monocytes (MAT) utilise les monocytes dans le sang humain in vitro pour détecter des pyrogènes. Il a été ajouté à la pharmacopée européenne en 2010 et accepté par la FDA en 2012. 

## Élimination des pyrogènes (dépyrogénation)
Les pyrogènes peuvent souvent être difficiles à éliminer de la solution en raison de la grande variabilité de poids moléculaire. Les pyrogènes sont également relativement stables thermiquement et insensibles aux changements de pH. Cependant, plusieurs techniques d'élimination existent  . 
Chromatographie par échange d'ions
Les endotoxines sont chargées négativement et vont se lier à un échangeur d'anions. Si la substance cible n'est pas également chargée négativement, elle passera dans la colonne avant l'endotoxine et une séparation efficace peut être réalisée. Cette méthode est parfois utilisée dans la purification des albumines (détails ci-dessous). Des ligands d'affinité connue pour les endotoxines peuvent être couplés à un système d'échange d'anions pour augmenter sa force de liaison aux endotoxines et améliorer encore la pureté du produit final. Des exemples typiques de ligands de liaison aux endotoxines comprennent l'histamine, des composés hétérocycliques contenant de l'azote et la polymyxine B. Cependant, il est connu que la polymyxine B induit la production d'interleukine-1, un pyrogène exogène, et il doit donc être démontré qu'elle est absente du produit final. 
Exemple d'utilisation de la chromatographie par échange d'anions pour purifier l'albumine (Uppsala): 
- 2% de l'endotoxine ne se lie pas à la colonne.  Toutefois, ces 2% sont éliminés avant le pic d’albumine et peuvent donc être éliminés simplement en commençant la collecte après l’élimination de ces 2%.
- 10% de l'endotoxine qui ne se lie à la colonne (9,8% du total d'origine) finira par se laver après le pic de l' albumine. Pour éviter de contaminer le produit final, on arrête sa collecte avant que cela ne se produise.
- Les 90% restants de l'endotoxine liée (88,2% du total initial) doivent être nettoyés de la colonne à l'aide de NaOH.

Une alternative à l'échange d'anions est la chromatographie par échange de cations, dans laquelle des solutés chargés positivement se lient au support chromatographique solide. Dans cette méthode, la cible se lie à la colonne au lieu de l'endotoxine. L'endotoxine est ensuite lavée à travers la colonne et une cible pure est ensuite éluée de la colonne. Il a été démontré que la chromatographie par échange de cations purifie efficacement le β-interféron. (Dembinski et al.) 
Ultrafiltration
Étant donné que le poids moléculaire des endotoxines est généralement supérieur à 10 kD, l’ultrafiltration peut parfois être utilisée pour effectuer une séparation en fonction de la taille. En raison de la grande variabilité de la taille des endotoxines, il peut être difficile de sélectionner la membrane appropriée. Cette méthode est donc mieux utilisée uniquement lorsque toutes les endotoxines présentes sont supérieures à 300 000 Da. Il a été démontré que des ultra-filtres disponibles dans le commerce peuvent éliminer les pyrogènes à un niveau inférieur à 0,001 UE/ml.   
Distillation
Cette méthode est également basée sur le poids moléculaire élevé et la stabilité à la chaleur des endotoxines. Les solvants de bas poids moléculaire peuvent être facilement purifiés en faisant bouillir et en recueillant la vapeur condensée dans un récipient exempt d'endotoxines (voir "chauffage" ci-dessous).  Les grosses molécules de LPS ne se vaporisent pas facilement et restent donc dans le récipient de chauffage. C'est la méthode de choix pour la purification de l'eau. 

## Inactivation ou destruction
Étant donné que les pyrogènes sont souvent difficiles à éliminer, l’inactivation ou la destruction de la molécule de LPS peut parfois être préférable. 
Hydrolyse acide-base
Il a été démontré que cette méthode clive le LPS en lipide A et polysaccharide (voir à droite). Le fragment lipidique isolé n'est pas soluble dans l'eau. Ainsi incapable de se lier aux cellules endothéliales, il est rendu inactif. Cependant, l'hydrolyse acide-base peut dénaturer une protéine cible et est donc inappropriée lors de la purification d'une protéine. 
Oxydation
L'oxydation à l'aide de peroxyde d'hydrogène est souvent utilisée comme solution de destruction de pyrogène à faible coût. Le mécanisme de cette destruction est inconnu, mais le peroxyde d'hydrogène peut facilement être éliminé plus en aval lors du processus de purification et constitue donc un procédé utile d'élimination des pyrogènes. Cependant, comme l'hydrolyse acide-base, il ne convient pas pour la purification des protéines. 
Chauffage
Des méthodes de chauffage sont souvent utilisées pour s'assurer que le verre et les autres équipements de laboratoire sont exempts de matières pyrogènes. La chaleur est appliquée par cuisson dans un four à chaleur sèche spécialement conçu pour le processus de dépyrogénation. Bien que les endotoxines soient relativement stables thermiquement, un chauffage suffisant (250 °C pendant 30 min) entraîne une réduction de 3 logs des niveaux d'endotoxines. En raison des niveaux élevés de température, cette méthode ne convient pas non plus lors de la purification des protéines.
On fait la différence entre F0 pour la fonction humide et Fh pour la fonction sèche selon la formule :
Hydroxyde de sodium
Lors de la purification des protéines, l’hydroxyde de sodium (NaOH) peut être utilisé efficacement et en toute sécurité. Il est également largement utilisé pour la dépyrogénation d’équipements non traitables en autoclave, par exemple les matières plastiques, ou en colonnes de chromatographie.  En fait, lorsqu’on utilise un échangeur d’anions pour éliminer les pyrogènes, il est nécessaire de nettoyer la colonne avec NaOH après chaque lot.

## Méthodes préventives
Étant donné que pratiquement toutes les matières premières entrant dans un processus de production, y compris les employés d’usine, peuvent constituer des sources potentielles de contamination par pyrogène, le criblage et la dépyrogénation des matières premières peuvent souvent contribuer grandement à garantir que le produit final ne contient pas de pyrogènes et ne nécessite pas d’enlèvement coûteux ou autre méthode d'inactivation. L'ultrafiltration de produits chimiques et de solutions tampons, l'application de pratiques d'hygiène appropriées et la réalisation de tests réguliers peuvent tous être utiles. 

## Voir également
- Lipopolysaccharide